# منتخب جزر فوكلاند لكرة القدم
منتخب جزر فوكلاند لكرة القدم (بالإنجليزية: Falkland Islands official football team)‏ هو ممثل جزر فوكلاند الرسمي في المنافسات الدولية في كرة القدم في فئة كرة القدم للرجال.